# ماریان دراگولسکو
ماریان دراگولسکو (به انگلیسی: Marian Drăgulescu) ژیمناست زادهٔ ۱۸ دسامبر ۱۹۸۰ میلادی اهل کشور رومانی است.